# Рита Мажукелите
Рита Мажукелите (лит. Rita Mažukelytė; нар. 16 вересня 1985, Вільнюс, Литовська РСР) — литовська футболістка, півзахисниця швейцарського «Раппершвіля-Йони» та національної збірної Литви.

## Клубна кар'єра
Футбольну кар'єру розпочала 2003 року в клубі «Вільнюс ФМ». Після двох років перебування у столичному клубу, в травні 2005 року перейшла до «ТексТіліт» (Укмерес), а звідти через рік до столичної «Ветри». У 28-ми матчах за вільнюський клуб відзначилася 24-ма голами, після чого перейшла до шауляйського «Гінтра Універсітетас». Влітку 2010 року перейшла до данського «Дамсе». У другому дивізіоні Данії стала найкращою бомбардиркою. Влітку 2012 року, у зв'язку з вагітністю, зробила 11-місячну перерву в кар'єрі.
У січні 2013 року повернулася з декретної відпустки і підписала контракт з «Аарау» в NLB у Швейцарії. У серпні 2013 року приєдналася до ФК «Штаад», який виступає в НЛА. Через півроку вона виступала на правах оренди за ФК «Вайнфельден-Бюрглен» до завершення сезону 2013/14 років. Влітку 2014 року повернулася до ФК «Стаад» та зрівняла рахунок у своїй першій грі проти «Сент-Галлена» і зрівняла рахунок 2:2. У поєдинку 3-го проти лідера чемпіонату «Базеля» відзначилася голом (1:0). У 8-му турі відзначилася жругим голом у переможному (2:0) поєдинку проти лідера «Люцерна». Через професіональні причини, які зробили перехід необхідним, у січні 2015 року перебралася до «Швіца» в NLB. З липня 2017 року грає за футбольний клуб Рапперсвіль-Йона, а в сезоні 2017/2018 разом з ним перейшла до НЛБ. Вона відзначилася 11-ма голами у 24 матчах чемпіонату та кубку.

## Кар'єра в збірній
З 2003 року виступала за жіночу молодіжну (WU-19) та національну збірні Литви. З тих пір вона провела 80 міжнародних матчів за рідну країну, відзначилася 9-ма голами. Свій останній міжнародний матч перед пологами зіграла 30 серпня 2015 року проти Естонії та увінчала свій виступ тим, що відзначилася голом (1:0) та виграти Кубок Балтії 2015 року. Після народження другої дитини в липні 2016 року вона знову відновила виступи за збірну Литви, 8 і 10 лютого 2017 року в товариських матчах проти Мальти. 12 березня 2017 року в рамках Кубка Афродіти на Кіпрі грала проти Бахрейну (2:0), 13 березня 2017 року проти Естонії (0:0) та 15 березня 2017 року проти Мальти (1:1, 4:2 в серії післяматчевих пенальті), в усіх випадках — зі стартового складу. Литва без поразок вибороли 3 місце на турнірі. У кваліфікації чемпіонату світу 2019 року зіграла ще 3 міжнародні матчі у квітні 2017 року, вийшовши в стартовому складі проти Ізраїлю, Молдови та Андорри, а також ще 2 поєдинку Кубку Балтії, проти Латвії та Естонії. У Кубку Балтії 2019 відзначилася голом у воротах Естонії та встановила рахунок 2:0.

## Особисте життя
Ріта Мажукеліте вивчала бізнес-менеджмент у Вільнюському університеті та фізичну культуру в Гінтриському університеті у Шяуляї. У 2012 році закінчила обидва курси зі ступенем бакалавра. У цей же час також відвідувала тренерську футбольну академію Литовської футбольної асоціації в Каунасі й успішно завершила її, отримавши ліцензію УЄФА B. Одружена з на персональному фітнес-тренером. Пара виховує двох дітей, доньки (2012 рік народження) та сина (2016 рік народження).

## Досягнення
«Гінтра Універсітетас»
- А-Ліга
  -  Чемпіон (3): 2010, 2011, 2012